# Mary Roberts
Mary Roberts (fallecida en 1761) fue una de las primeras miniaturista y la primera mujer registrada como tal en las colonias americanas.Vivió en Charleston, Carolina del Sur, entre las décadas de 1740 y 1750. También se cree que pintó la primera miniatura de acuarela sobre marfil en las colonias.

## Vida
Se sabe poco de la vida de Roberts. Lo poco que se sabe sobre ella proviene de los anuncios publicados en el South Carolina Gazette y de los testimonios de sus contemporáneos. Fue esposa del pintor Bishop Roberts. El nombre de Mary Roberts apareció por primera vez en los periódicos en 1740, en el mismo año en el que su esposo murió inesperadamente. Tras la muerte de su marido, Mary declaró en el Gazette, ofreciendo  pinturas faciales bien realizadas y varios cuadros y una imprenta de los que deshacerse de los que necesitaba deshacerse. No existe más evidencia escrita que demuestre que trabajó como miniaturista.En 1746 volvió a poner a la venta la imprenta, pues sufría continuamente dificultades financieras; se infiere que después de la muerte de su marido, un tal William Watkins menciona en 1747, que heredó unas cincuenta libras para el sustento de su hijo. Tras la muerte de un amigo en 1750, recibió un legado de ropa y muebles. Roberts murió en 1761 y su entierro está registrado en el registro de la Iglesia Episcopal de San Felipe el 24 de octubre de ese año. 

## Trabajar
Hasta hace relativamente poco, sólo se sabía que existían tres miniaturas de Roberts; ninguno está firmado con su nombre completo, pero cada uno tiene la inscripción "MR". Ninguna tiene fecha, pero según los estilos de la ropa y las pelucas representadas se cree que datan de la década de 1740. De acuerdo a la técnica es muy seguro suponer que Roberts tuvo algún tipo de formación formal en pintura antes de llegar a Charleston. Por lo menos uno de los retratos, que es una representación en acuarela sobre marfil de una mujer de la familia Gibbes o Shoolbred, todavía existe en su marco original de oro engastado con granates. Esta obra descendió a través de las familias Gibbes y Shoolbred antes de llegar al Museo de Arte Gibbes. 
En 2006, cinco miniaturas de acuarela sobre marfil de un grupo de primos de la familia Middleton, fueron encontradas en Shrublands (la finca familiar en Inglaterra) y compradas por el Museo Metropolitano de Arte en 2007. Cada uno mide 1 1/2 x 1 pulg. (3,8 x 2,5 cm) y está en su caja de oro original, firmado MR y fue pintado alrededor de 1752-1758.  El retrato de Henrietta Middleton se exhibe en el museo. 